# Evolución de los équidos

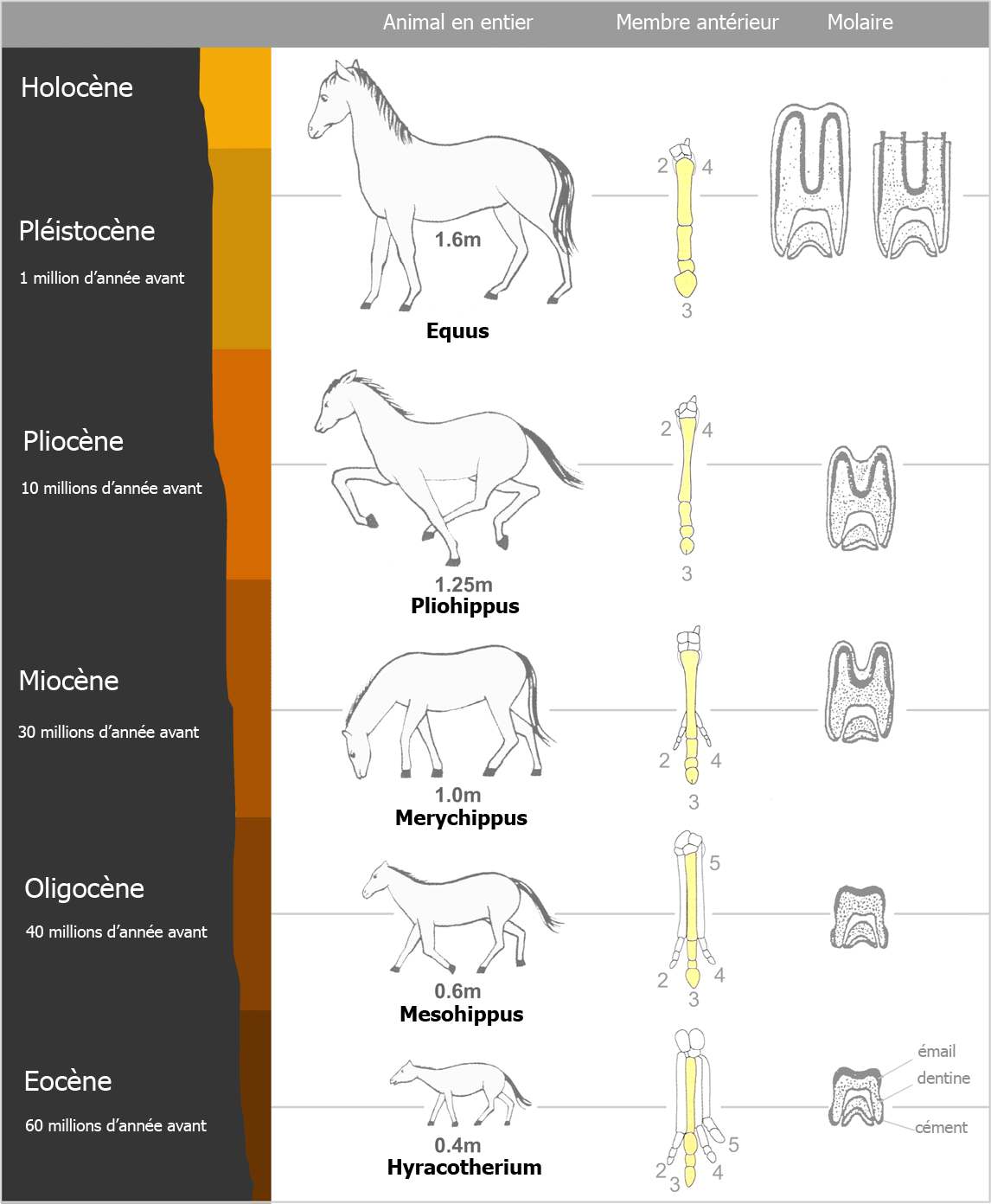
Presentación fósil de especie del linaje que condujo a los caballos.

La familia de los équidos (Equidae) incluye todas las especies de la familia del caballo doméstico, los caballos salvajes, los asnos y las cebras, entre otras.
Esta familia surgió de una diferenciación al si de los perisodáctilos, de la cual también surgieron los rinocerontes y tapirs durante el Eoceno, hace 55 millones de años. Despacio, los miembros de la rama de los équidos evolucionaron de manera diferente según la región donde vivían y el clima que tenían que soportar.
Su evolución fue influida por su medio y muy probablemente por el hombre. El descubrimiento de esta historia por los científicos dio argumentos sólidos a los defensores de la teoría de la evolución ante el punto de vista de los creacionistas.

## Historia evolutiva
Al Neogen, los continentes actuales ya estaban formados y ocupaban más o menos su situación actual, pero Eurasia no estaba en contacto con África. Se han encontrado fósiles de los mismos géneros en Eurasia y Norteamérica, algunos de los cuales a ambos lados del estrechado de Bering, donde existió un pasaje llamado Beríngia finos hace unos 11.600 años. Tradicionalmente se ha considerado que los équidos modernos aparecieron hace unos 5 millones de años, en tres etapas sucesivas, de las cuales al menos las dos primeras se originaron en Norte-América.

### Sistemática
Los principales grupos evolutivos son descritos a continuación por filogenia:
```
o 
Hippomorpha
 (Wood, 1937)
|--o 
Pachynolophoidea
 (extinto) (Pavlow, 1888)
| `-- 
Pachynolophidae
 (extinto) (Pavlow, 1888)
`--o 
Equoidea
 (Gray, 1821 
sensu
 Hay, 1902)
|?- 
Indolophus
 (extinto) (Pilgrim, 1925 [Indolophidae Schoch, 1984])

|-- 
Palaeotheriidae
 (extinto) (Bonaparte, 1850)
`--o Equidae (Gray, 1821)
|-- 
Anchitheriinae
 (extinto) (Leidy, 1869)
|-- 
Hyracotheriinae
 (extinto) Cope (1881), posiblemente parafilètic
`--o 
Equinae
 (Gray, 1821 [non Leidy, 1869, Steinmann & Döderlein, 1890])
|-- 
Hipparionini
 (extinto) (Quinn, 1955)
|-- 
Protohippini
 (extinto) (Gidley, 1907)
`--o Equini (Gray, 1921)
| "
Pliohippus
" (extinto) (Marsh, 1874)
|
`-- 
Equus
```

La evolución en esta familia tuvo lugar tanto por cambios progresivos de la frecuencia de un gen a la población entera (anagènesi) cómo por diferenciaciones adaptativas y especiaciones en ramas diferentes (cladogènesi). Las diferentes especies ancestrales también podrían haber experimentado una evolución convergente, cosa que complica el análisis de los fósiles. Para acabar, puntualmente, las adaptaciones podrían variar de una época a la otra (medida, etc.). Las evoluciones permanentes solo se pueden identificar claramente sobre periodos largos.

### Équidos tempranos

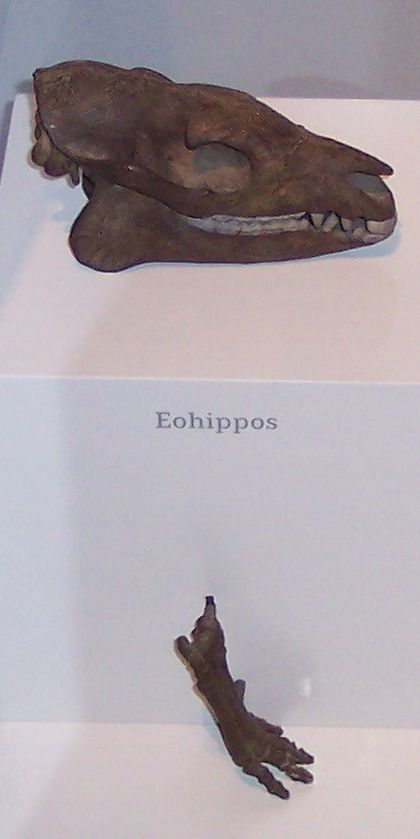
Cráneo y pata de Hyracotherium.

Los équidos más primitivos descubiertos son del género Hyracotherium (conocido también como Eohippus). Algunos autores consideran que no forman parte de los équidos y otros los consideran como dos géneros distintos. Presenten características del que más adelante acontecerían los équidos modernos. Con cuatro dedos, vivieron a los bosques durante el Eoceno, hace 60 millones de años y evolucionaban en Norteamérica, a pesar de que algunos migraren al Viejo Mundo a través del estrechado de Bering. El hiracoteri era pequeño (unos 20 cm) y compacto. Se alimentaba de hojas y tenía una vida solitaria al sotobosque. Evolucionó progresivamente, especializándose a correr, crecer y adquirir un cerebro parecido al de los équidos modernos. Se dio el nombre de orohippus a la etapa evolutiva entre hace 45 y 42 millones de años, con siete especies descubiertas.
Parece que surgieron otros géneros. En Norteamérica, el mesohippus, de la medida de un perro grande, vivía al clima caluroso y seco de hace 42-33 millones de años. Parece haber coexistido durante un tiempo con el miohippus (40-25 millones de años), todavía más grande que el anterior. El miohippus originó dos ramas diferentes en este continente, varias especies de las cuales migraron a Eurasia. Se distinguen por la cara alargada.

### Del Mioceno al Plioceno

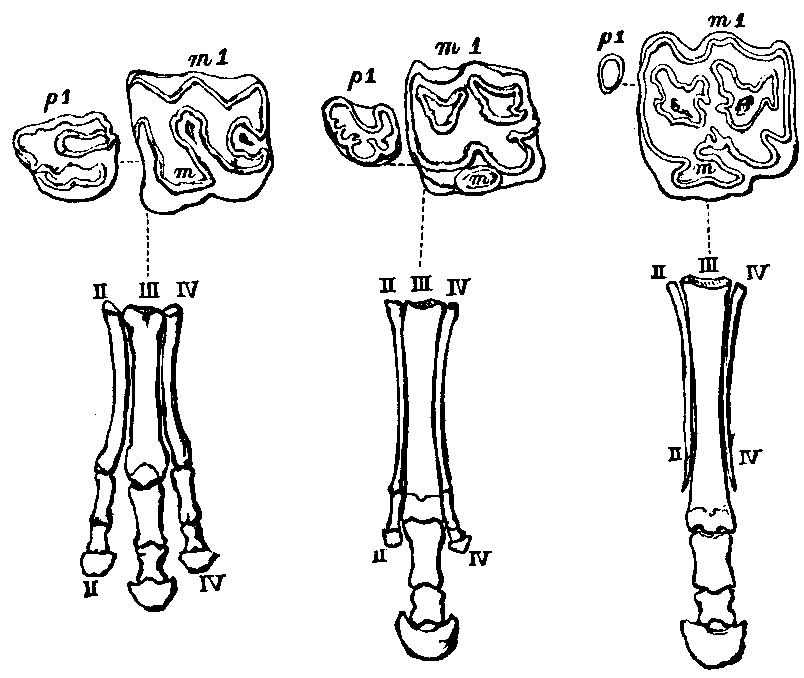
Evolución del pie de los équidos.
De izquierda a derecha: mesohippus, meriquippus, pliohippus.

Las especies de estos fósiles son consideradas todas équidos auténticos.

### Anquiterinos
- Kalobatippus
  - Anchitherium, Norteamérica, Europa y China.
  - Hypohippus, entre 17 y 11 Ma.
  - Megahippus, entre 15 y 11 Ma.
  - Sinohippus, Norteamérica y China.
  - Archaeohippus

### Equinos
- Parahippus

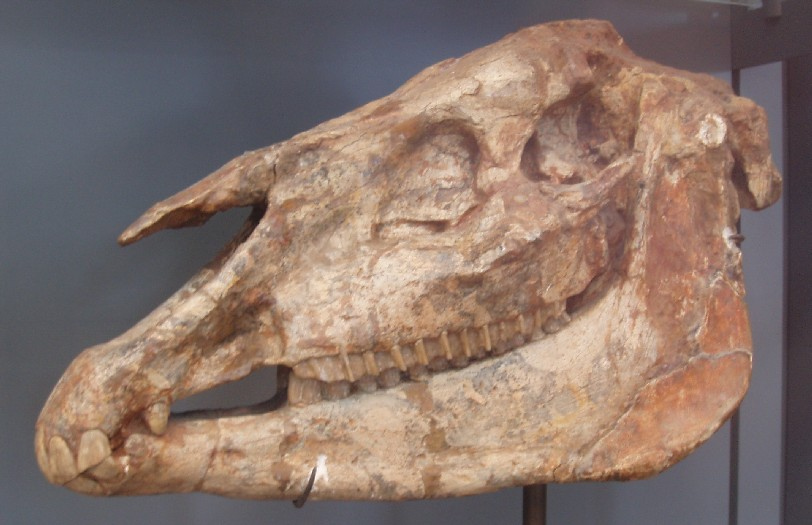
Hipparion gracile.

Después vino el meriquip hace 20-170 miles de millones de años, un animal de 80 cm de altura. Los dos últimos dedos continúan atrofiándose y es el primero èquid que solo se nutre de hierba. Verso 13 Ma se distinguen dos tipos de equinos con caracteres morfológicos muy diferentes, Hipparion y Pliohippus.
Los Hipparion se distinguen de los équidos modernos por sus miembros tridàctils y el dibujo del esmalte sobre las coronas de las molares, mientras que los pliohips (5-2 Ma) solo tienen un dedo. Así pues, se considera que estos últimos comparten un ancestro con los Equus más recientes que con los Hipparion. Los pliohips vivían en Sudamérica, Norteamérica y Eurasia. De la rama común de Norteamérica surgieron los Equus y Dinohippus.

#### Especiación del géneroEquus
El género Equus apareció hace entre 4 y 5 millones de años. Tiene una medida de 125-135 cm. Tiene los ojos a ambos lados de la cabeza para detectar predadores a grandes distancias. Las narinas muy abiertas le permiten inspirar grandes cantidades de aire para aumentar la vivacidad y la rapidez.
La historia reciente de los équidos no se conoce bien. En concreto, no se sabe cuándo tuvo lugar la especiación entre asnos, caballos salvajes, cebras y caballos domésticos. No se sabe si las especies domésticas (caballo y asno) son el resultado de una selección llevada a cabo por los humanos o si surgieron de la selección natural. Se conoce mucho mejor la historia del caballo doméstico desde la antigüedad.
Aun así, el esqueleto de caballo más antiguo, Equus stenonis, fecha de finales del Terciario de Europa occidental. Los científicos creen que es una evolución de Plesippus. Equus stenonis evolucionó seguidamente en dos ramas, una de las cuales era más pesando que la otra. Equus scotti, una forma similar, fue común en América, donde algunos de ellos acontecieron gigantes. Estas especies americanas se extinguieron hace 11.000 años durante el evento de extinción del Cuaternario tardío.

##### En Eurasia

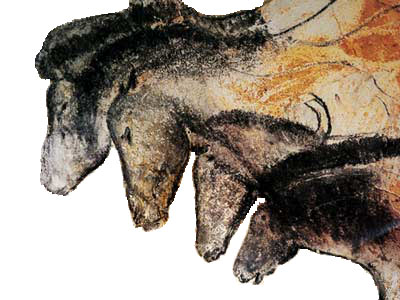
Pintura de la Grotte Chauvet.

Los équidos aparecen representados a las pinturas rupestres desde hace más de 30.000 años, especialmente a la Cueva de Chauvet. Los équids son unos de los animales representados más a menudo al arte prehistórico, como por ejemplo a las Cuevas de Lascaux; probablemente no se trata del antepasado directo de los caballos domésticos, sino de la especie Equus ferus, que incluye el tarpan.
Lo tarpan fue cazado por su carne y para utilizar ciertas partes como por ejemplo la piel, los huesos, etc. La fecha de las primeras trazas de domesticación permanece imprecisa, puesto que los huesos, incluso los más recientes, no permiten distinguir los individuos salvajes de los domésticos, en el caso del caballo.
Las hipótesis actuales tienden verso una domesticación como animal de prestigio. El museo de la prehistoria de Isla de Francia montó una exhibición con argumentos sólidos en este sentido.

##### En América
En América cohabitaron varios géneros, como por ejemplo el Hippidion y el Equus.
El yacimiento de la cueva de Pende se encuentra a una cincuentena de kilómetros al sur de Alamogordo (Nuevo México) y aproximadamente quince kilómetros al nordeste del extremo meridional de las montañas de Sacramento. Se descubrió una punta de punzón o lanza clavada en un hueso de una especie de caballo actualmente desaparecida (Equus alaskae). El conjunto se encontraba en una capa estratográfica de hace 36.000 años.
A los diferentes yacimientos arqueológicos situados alrededor del volcán Nevado de Toluca, uno de los volcanes más grandes de la región de México, como por ejemplo los yacimientos de Chimalhuacán o de Balderas, se encontraron grandes cantidades de huesos de équidos, junto con esqueletos humanos y otros huesos de animales como por ejemplo mamuts, gliptodóntidos y camélidos. Todos murieron hace 10.500 años durante la erupción pliniana del volcán Nevado de Toluca.
El 1993, el descubrimiento al Yukon canadiense de una antigua piel de 26 000 perteneciente a un Equus lambei y de patas momificades permitieran, mediante un análisis de ADN, mostrar la relación muy cercana con los Equus actuales.
Equus llegó al continente sudamericano a principios del Pleistoceno y se diferenciaron varias especies: el caballo enano de los Andes (Equus andium) y el caballo prehistórico de Argentina (Equus curvidens). Se encontraron los huesos en el yacimiento de Pikimachay en los Andes peruanos, de hace 22.000 años, asociados a puntas de lanza.
En Chile, en la caverna Mylodon, se descubrieron indicios de presencia humana, huesos de Hippidum (Equus curvidens) y de Mylodon repartidos por varios estratos. La datación por carbono-14 de los huesos y artefactos descubiertos revelaron una fecha de entre hace 13.000 y 12.000 años.
Las especies del género Equus acabarían desapareciendo del continente americano hace solo 10.000 años. El hombre, a través de los amerindis y los paleoamericans, los carnívoros como por ejemplo los gatos de dientes de sable, los elementos naturales (especialmente el vulcanismo a la región central de México) y epizoòties devastadoras pusieron fin a la presencia de los équidos en América. La reintroducción de especie de la familia tuvo lugar durante la invasión de América por parte de los conquistadores. Algunas especies acontecieron ferals, como los mustangs.